# Považská Bystrica
Považská Bystrica és una ciutat d'Eslovàquia. Es troba a la regió de Trenčín, és capital del districte de Považská Bystrica. El 2017 tenia gairebé quaranta mil habitants.

## Història
La primera menció escrita de la vila es remunta al 1316.

## Demografia
| Godina             | 1994   | 2004   | 2014   | 2024   |
| ------------------ | ------ | ------ | ------ | ------ |
| Nombre de persones | 42.737 | 42.320 | 40.569 | 36.961 |
| Diferència         |        | −0,97% | −4,13% | −8,89% |

| Godina             | 2023   | 2024   |
| ------------------ | ------ | ------ |
| Nombre de persones | 37.261 | 36.961 |
| Diferència         |        | −0,80% |

## Persones il·lustres
- Jozef Chovanec (1960): futbolista
- Ľubomír Luhový (1967): futbolista
- Milan Dvorščík (1970): ciclista
- Andrej Meszároš (1985): jugador d'hoquei

## Ciutats agermanades
- Rožnov pod Radhoštěm, República Txeca
- Báčska Palanka, Sèrbia